# Гилянская улица

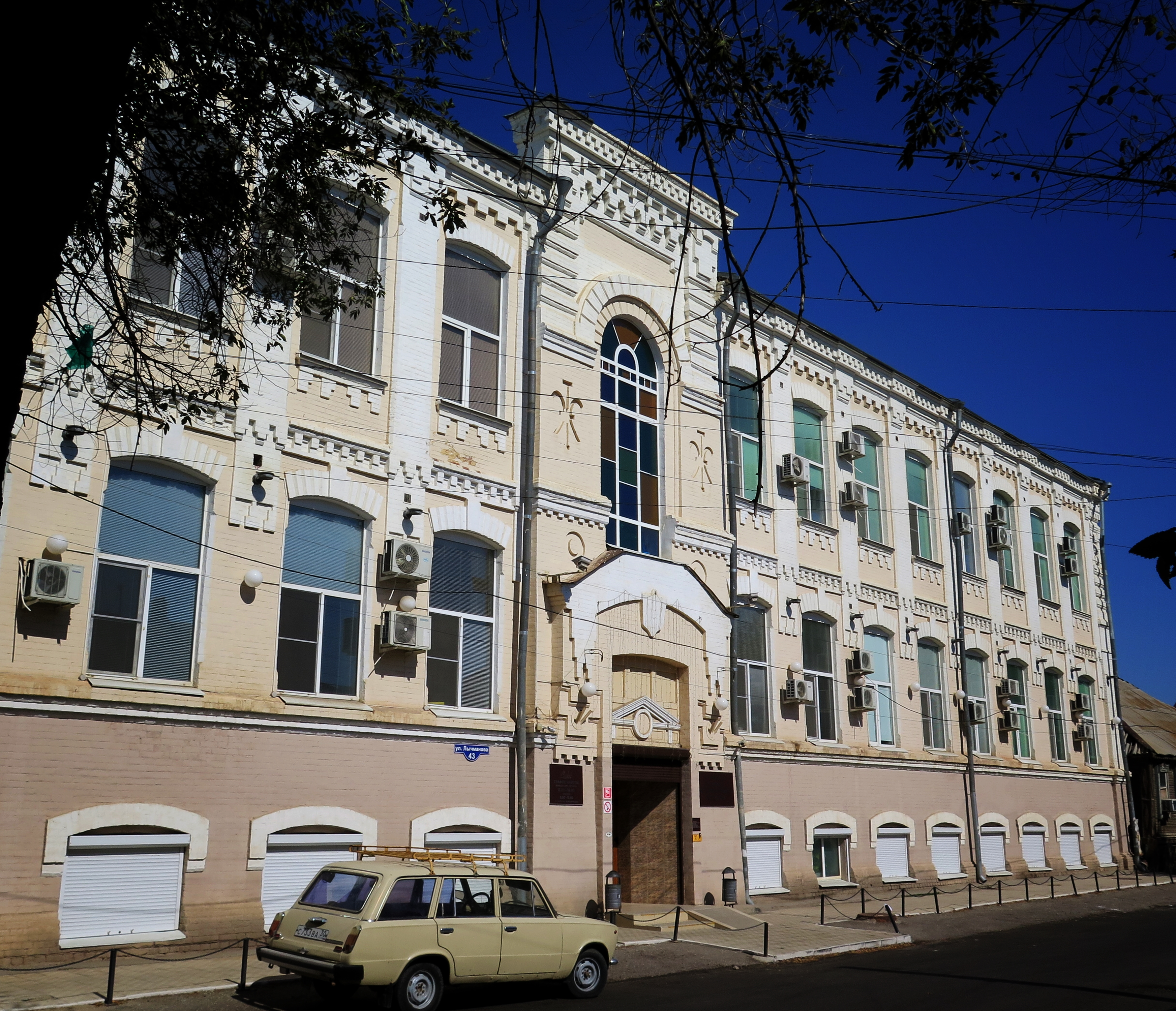
Ирининская община сестёр милосердия (дом № 40)

Гиля́нская у́лица — улица в центре Астрахани, в южной части Кировского района города. Начинается от улицы Мусы Джалиля и идёт с запада на восток параллельно Каналу имени Варвация и Казанской улице. Пересекает улицы Кирова, Мечникова, Дарвина и Псковскую и заканчивается у набережной 1 Мая.
Улица проходит через исторический район «этнических» слобод — Агрыжанской, Персидской, Армянской и других. Преимущественно застроена малоэтажными зданиями дореволюционного периода, в том числе памятниками архитектуры, но имеются и постройки советского периода и современные дома.

## История
История названий улицы отражает этническое разнообразие этой части старой Астрахани: до 1837 года улица называлась Пятой Армянской (в 1828 также предлагалось название Армянско-Агабабовская), затем она была переименована в Персидскую. В 1920 году переименована в честь немецкого социалиста Фердинанда Августа Бебеля, в 1996 году получила своё современное название в связи с развитием сотрудничества между Астраханской областью и провинцией Гилян Исламской Республики Иран.
Армянские улицы, проходящие у Собора и за каналом, царствование Екатерины II, входили в число главных частей, составляющих город.

## Застройка
Характерное отличие застройки улицы — деревянные дома с интересными деталями.
- дом 17 —  памятник архитектуры Деревянный особняк (конец XIX — начало XX вв.), усадьба С. Н. Аламдарова на территории бывшей Татарской слободы. Здесь с 1905 года жил городской архитектор Астрахани Константин Домонтович[4].
- дом 30 — жилой дом М. А. Мышкина. Дверь дома оформлена резными деревянными колонками[4].
- дом 40/25/43 —  памятник архитектуры Ирининская община сестёр милосердия (армянское епархиальное женское училище, конец XIX в.)
- дом 42 —  памятник архитектуры Часовня (конец XIX в.)

## Транспорт
По Гилянской улице движения общественного транспорта нет, ближайшие к ней остановки маршрутных такси расположены на поперечных улицах — «Детская поликлиника» на Кирова, «ТЦ „Московский“» на набережной 1 Мая и т. д.